# 拉蒙纳·哈克斯
拉蒙纳·哈克斯（德語：Ramona Hacks，1994年11月2日—），德國女子羽毛球運動員。

## 簡歷
2014年3月，拉蒙纳·哈克斯出戰羅馬尼亞羽毛球國際賽，與芭芭拉·贝伦贝格合作贏得女子雙打比賽冠軍。

## 主要比賽成績
只列出曾進入準決賽的國際賽事成績：
| 年份   | 賽事                 | 公開賽級別 | 項目     | 拍檔            | 成績 |
| ------ | -------------------- | ---------- | -------- | --------------- | ---- |
| 2011年 | 歐洲青年羽毛球錦標賽 | 其他       | 混合團體 | －              | 冠軍 |
| 2013年 | 歐洲青年羽毛球錦標賽 | 其他       | 混合團體 | －              | 季軍 |
| 2014年 | 羅馬尼亞羽毛球國際賽 | 國際系列賽 | 女子雙打 | 芭芭拉·贝伦贝格 | 冠軍 |

| 2007-2017年 | 首要超級賽 | 超級賽 | 黃金大獎賽 | 大獎賽 | 國際挑戰賽 | 國際系列賽 | 未來系列賽 | 其他 |

| 2018-2026年 | 總決賽 | 超級1000賽 | 超級750賽 | 超級500賽 | 超級300賽 | 超級100賽 | 國際挑戰賽 | 國際系列賽 | 未來系列賽 | 其他 |